# アラリン・バーラ
アラリン・バーラ（Aaralyn Barra、1985年4月24日 - ）は、ロシア連邦のポルノ女優。モスクワ出身。

## 経歴
2005年に20歳でポルノ業界デビューを果たしたが、2013年に引退している。